# Rock to the Rock
A Rock to the Rock egy 1968-as Bob Marley and the Wailers válogatásalbum.

## Számok
1. "Rock to the rock" (Marley) – 2:24
2. "Rocking steady (Version)" (Marley) – 2:06
3. "How many times" (Marley/Tosh) – 2:45
4. "Touch me" (Marley) – 3:01
5. "Mellow mood (Version)" (Marley) – 2:38
6. "There she goes" (Marley) – 2:32
7. "Soul rebel" (Marley) – 3:53
8. "Put it on (Version)" (Marley) – 3:02
9. "Chances are (Version)" (Marley) – 3:22
10. "Love" (Tosh) – 2:53
11. "Bend down low" (Marley) – 3:30
12. "The world is changing" (Norman) – 2:39
13. "Nice time" (Marley) – 2:47
14. "Treat you Right" (Norman & Pyfrom) – 2:14
15. "What goes around comes around" (Venneri, Norman & Pyfrom) – 4:15
16. "What goes around comes around (Version)" (Venneri, Norman & Pyfrom) – 4:08